# I.MX

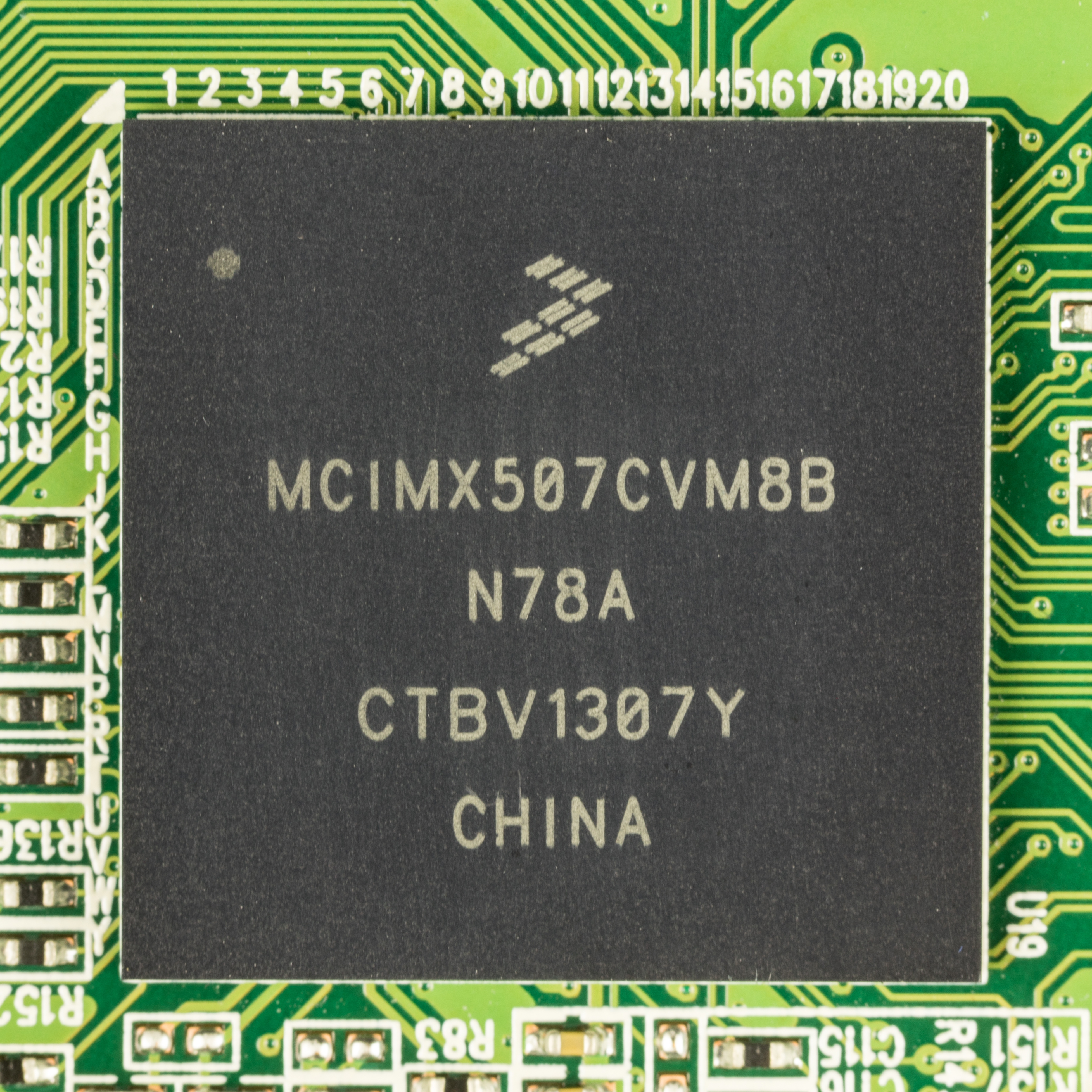
Freescale MCIMX507CVM8B

La série i.MX de Freescale et NXP sont des processeurs mobile pour des applications multimédia basé sur l'architecture ARM. La série i.MX était précédemment connue comme la famille DragonBall MX, la cinquième génération des DragonBall.

## Processeurs

### Série MX1
- i.MX1 (MC9328MX1) - 200 MHz ARM920T
- i.MXS (MC9328MXS) - 100 MHz ARM920T
- i.MXL (MC9328MXL) - 150-200 MHz ARM920T

### Série MX2
- i.MX21S (MC9328MX21S) - 266 MHz ARM926EJ-S
- i.MX21 (MC9328MX21) - 266-350 MHz ARM926EJ-S + IPU (unité de traitement d'image) + MPEG4 accélérateur d'encodage
- i.MX27L (MCIMX27L) - 266-400 MHz ARM926EJ-S
- i.MX27 (MCIMX27) - 266-400 MHz ARM926EJ-S + IPU (unité de traitement d'image) + H.263/H.264/MPEG4 accélérateur d'encodage

### Série MX3
- i.MX31L (MCIMX31L) - 400-532 MHz ARM1136JF-S + VFP11 numeric coprocessor + IPU (Image Processing Unit) + H.263/MPEG4 accélérateur d'encodage
- i.MX31 (MCIMX31) - 400-532 MHz ARM1136JF-S + VFP11 numeric coprocessor + IPU (Image Processing Unit) + H.263/MPEG4 accélérateur d'encodage + ARM MBX R-S GPU
- i.MX37 (MCIMX37) - 532 MHz ARM1176JZF-S + VFP numeric coprocesseur + IPU (Image Processing Unit) + H.264/MPEG4 décodeurs vidéo

### Série MX5
- i.MX515 (MCIMX515) - 1 GHz Cortex A8 + VFP numeric coprocesseur + IPU (Image Processing Unit) + H.264/MPEG4 accélérateur d'encodage + GPU
- i.MX535 (MCIMX535) - 1,2 GHz Cortex A8 + VFP numeric coprocesseur + IPU (Image Processing Unit) + H.264/MPEG4 accélérateur d'encodage + GPU
- i.MX50 (MCIMX535) - 800 MHz Cortex A8 + VFP numeric coprocesseur + IPU (Image Processing Unit)

### Série MX6
- i.MX6 Quad - 1,2 GHz Quad-core Cortex A9 + VFP numeric coprocesseur + IPU (Image Processing Unit) + H.264/MPEG4 accélérateur d'encodage + GPU
- i.MX6 Dual - 1,2 GHz Dual-core Cortex A9 + VFP numeric coprocesseur + IPU (Image Processing Unit) + H.264/MPEG4 accélérateur d'encodage + GPU
- i.MX6 DualLite - 1 GHz Dual-core Cortex A9 + VFP numeric coprocesseur + IPU (Image Processing Unit) + H.264/MPEG4 accélérateur d'encodage + GPU
- i.MX6 Solo - 1 GHz Cortex A9 + VFP numeric coprocesseur + IPU (Image Processing Unit) + H.264/MPEG4 accélérateur d'encodage + GPU
- i.MX6 SoloLite - 1 GHz Cortex A9 + VFP numeric coprocesseur + IPU (Image Processing Unit) + H.264/MPEG4 accélérateur d'encodage + GPU

Le GPU qui équipe la série MX6 est conçu par Vivante Corporation.

### Série MX7
- ARM Cortex-A7 (32 bits)

### Série MX8
- i.MX 8MQuad comporte 4 cœurs ARM Cortex-A53 (64 bits) et un cœur de microcontrôleur Cortex-M4.

### Autres familles de processeurs similaires
- Armada (Marvell)
- OMAP -  Texas Instruments.
- Rockchip - (Rockchip)
- Tegra2 -  (Nvidia)
- Telechips - (Telechips)